# Monodidymaria equiseti
Monodidymaria equiseti är en svampart som först beskrevs av Dobrozr., och fick sitt nu gällande namn av U. Braun 1994. Monodidymaria equiseti ingår i släktet Monodidymaria, divisionen sporsäcksvampar och riket svampar.   Inga underarter finns listade i Catalogue of Life.